# Alain Tixier
Pour les articles homonymes, voir Tixier.
Alain Tixier, né le 1er mars 1948 à Bourges, est un réalisateur et metteur en scène français.

## Biographie
Ancien journaliste presse écrite, attaché de presse de Jean Richard, auteur-réalisateur d'émissions et de documentaires, Alain Tixier crée ATIX FILM Productions en 1977 avec Brigitte Tixier afin de produire et réaliser des films documentaires pour la télévision, notamment Les Carnets de l’Aventure pour Antenne 2.
Alain Tixier travaille depuis près de 40 ans pour la télévision et le cinéma. Il est plus particulièrement connu pour avoir réalisé la série d'émissions Ushuaïa, le magazine de l'extrême, Opération Okavango et surtout Ushuaïa Nature avec Nicolas Hulot.
Parallèlement, il a réalisé pour France 5 ou pour ARTE de nombreux films sur l'archéologie, l'aviation extrême et l'espace (vols habités avec les Russes),.
Auteur de près de 150 films (toutes chaînes confondues), il a aussi écrit et réalisé un long-métrage pour le cinéma (distribution internationale) Bonobos.
Actuel président du Festival international du film d'exploration scientifique et environnementale LUMEXPLORE, il est aussi vice-président de la Société des explorateurs français.
Alain Tixier a deux enfants, Antoine et Florent ; ils sont également réalisateurs pour la télévision.

## Filmographie
- 1977-1992 : Films de montagne, d'aviation ou d'expéditions lointaines - Les carnets de l'aventure (+ de 30 émissions).
- 1989-1995 : Ushuaïa, le magazine de l'extrême (+ de 40 émissions).
- 1991-1996 : Films pour l'Agence Française de l'Espace CNES (vols habités avec les Russes).
- 1996-1997 : Opération Okavango - 4 émissions de 100 minutes en prime-time (Éthiopie, Kenya, Ouganda, Madagascar).
- 1998 : Ushuaïa, émission spéciale - « Une année en Afrique ».
- 1998 : Ushuaïa Nature - 10 émissions de 100 minutes en prime-time + films publicitaires.
- 1999-2006 : Ushuaïa Nature : Mexique, Pérou, Argentine, Botswana, Madagascar, Basse Californie, Australie, Congo, Gabon, Ouganda, Colombie + 2 émissions spéciales « Le trésor bleu » et « Ushuaïa, extrême nature ».
- 2006-2020 : Nombreux documentaires découvertes ou scientifiques pour ARTE et France TV, dont  - L'utopie de la Bounty - Le pianiste de la Sierra Madre - Paludisme, le serial killer - Exoplanètes, sommes-nous seuls dans l'Univers ? - Séries : « Profession Explorateurs » et « La France du bout du monde » - « Thomas Pesquet, profession Astronaute »  et « Thomas Pesquet, Objectif Mars » - « Éthiopie, le mystère des mégalithes » - « Narbonne, la seconde Rome » - « Perseverance, une année sur Mars ».
- 2008-2011 : Bonobos, narration : Sandrine Bonnaire. Version américaine Bonobos, back to the wild, narration Jessica Hall et Luke Evans.